# Ranomi Kromowidjojo
Ranomi Madelon Kromowidjojo (Sauwerd, 20 de agosto de 1990) es una deportista neerlandesa que compitió en natación, especialista en los estilos libre y mariposa. Fue tres veces campeona olímpica, diecisiete veces campeona mundial y veinticuatro veces campeona de Europa.

## Trayectoria
Participó en cuatro Juegos Olímpicos de Verano, obteniendo en total cuatro medallas, oro en Pekín 2008, en 4 × 100 m libre, y tres en Londres 2012, oro en 50 m libre y 100 m libre y plata en 4 × 100 m libre, el cuarto lugar en Río de Janeiro 2016 (4 × 100 m libre) y el cuarto en Tokio 2020 (50 m libre y 4 × 100 m libre).
Ganó diecisiete medallas en el Campeonato Mundial de Natación entre los años 2007 y 2019, y veintiocho medallas en el Campeonato Mundial de Natación en Piscina Corta entre los años 2008 y 2021.
Además, obtuvo trece medallas en el Campeonato Europeo de Natación entre los años 2006 y 2021, y veintiséis medallas en el Campeonato Europeo de Natación en Piscina Corta entre los años 2007 y 2017.
Se retiró de la competición en enero de 2022, a la edad de 31 años. En 2023 participó en el concurso de televisión de VRT Wie is de Mol?, versión neerlandesa del programa The Mole. Está casada con el nadador Ferry Weertman.

## Palmarés internacional
| Juegos Olímpicos                    | Juegos Olímpicos         | Juegos Olímpicos  | Juegos Olímpicos       |
| Año                                 | Lugar                    | Medalla           | Prueba                 |
| ----------------------------------- | ------------------------ | ----------------- | ---------------------- |
| 2008                                | Pekín (China)            | Medalla de oro    | 4 × 100 m libre        |
| 2012                                | Londres (Reino Unido)    | Medalla de oro    | 50 m libre             |
| 2012                                | Londres (Reino Unido)    | Medalla de oro    | 100 m libre            |
| 2012                                | Londres (Reino Unido)    | Medalla de plata  | 4 × 100 m libre        |
| Campeonato Mundial                  |                          |                   |                        |
| Año                                 | Lugar                    | Medalla           | Prueba                 |
| 2007                                | Melbourne (Australia)    | Medalla de bronce | 4 × 100 m libre        |
| 2009                                | Roma (Italia)            | Medalla de oro    | 4 × 100 m libre        |
| 2011                                | Shanghái (China)         | Medalla de oro    | 4 × 100 m libre        |
| 2011                                | Shanghái (China)         | Medalla de plata  | 50 m libre             |
| 2011                                | Shanghái (China)         | Medalla de bronce | 100 m libre            |
| 2013                                | Barcelona (España)       | Medalla de oro    | 50 m libre             |
| 2013                                | Barcelona (España)       | Medalla de bronce | 100 m libre            |
| 2013                                | Barcelona (España)       | Medalla de bronce | 50 m mariposa          |
| 2013                                | Barcelona (España)       | Medalla de bronce | 4 × 100 m libre        |
| 2015                                | Kazán (Rusia)            | Medalla de plata  | 50 m libre             |
| 2015                                | Kazán (Rusia)            | Medalla de plata  | 4 × 100 m libre        |
| 2015                                | Kazán (Rusia)            | Medalla de plata  | 4 × 100 m libre mixto  |
| 2017                                | Budapest (Hungría)       | Medalla de plata  | 50 m libre             |
| 2017                                | Budapest (Hungría)       | Medalla de plata  | 50 m mariposa          |
| 2017                                | Budapest (Hungría)       | Medalla de plata  | 4 × 100 m libre mixto  |
| 2017                                | Budapest (Hungría)       | Medalla de bronce | 4 × 100 m libre        |
| 2019                                | Gwangju (Corea del Sur)  | Medalla de plata  | 50 m mariposa          |
| Campeonato Mundial en Piscina Corta |                          |                   |                        |
| Año                                 | Lugar                    | Medalla           | Prueba                 |
| 2008                                | Mánchester (Reino Unido) | Medalla de oro    | 4 × 200 m libre        |
| 2010                                | Dubái (EAU)              | Medalla de oro    | 50 m libre             |
| 2010                                | Dubái (EAU)              | Medalla de oro    | 100 m libre            |
| 2010                                | Dubái (EAU)              | Medalla de oro    | 4 × 100 m libre        |
| 2014                                | Doha (Catar)             | Medalla de oro    | 50 m libre             |
| 2014                                | Doha (Catar)             | Medalla de oro    | 4 × 50 m libre         |
| 2014                                | Doha (Catar)             | Medalla de oro    | 4 × 100 m libre        |
| 2014                                | Doha (Catar)             | Medalla de oro    | 4 × 200 m libre        |
| 2014                                | Doha (Catar)             | Medalla de bronce | 100 m libre            |
| 2016                                | Windsor (Canadá)         | Medalla de oro    | 50 m libre             |
| 2016                                | Windsor (Canadá)         | Medalla de plata  | 100 m libre            |
| 2016                                | Windsor (Canadá)         | Medalla de plata  | 4 × 50 m libre         |
| 2016                                | Windsor (Canadá)         | Medalla de plata  | 4 × 50 m libre mixto   |
| 2016                                | Windsor (Canadá)         | Medalla de bronce | 4 × 100 m libre        |
| 2018                                | Hangzhou (China)         | Medalla de oro    | 50 m libre             |
| 2018                                | Hangzhou (China)         | Medalla de oro    | 100 m libre            |
| 2018                                | Hangzhou (China)         | Medalla de oro    | 50 m mariposa          |
| 2018                                | Hangzhou (China)         | Medalla de plata  | 4 × 50 m libre         |
| 2018                                | Hangzhou (China)         | Medalla de plata  | 4 × 100 m libre        |
| 2018                                | Hangzhou (China)         | Medalla de plata  | 4 × 50 m libre mixto   |
| 2018                                | Hangzhou (China)         | Medalla de plata  | 4 × 50 m estilos mixto |
| 2018                                | Hangzhou (China)         | Medalla de bronce | 4 × 50 m estilos       |
| 2021                                | Abu Dabi (EAU)           | Medalla de oro    | 50 m mariposa          |
| 2021                                | Abu Dabi (EAU)           | Medalla de oro    | 4 × 50 m estilos mixto |
| 2021                                | Abu Dabi (EAU)           | Medalla de plata  | 50 m libre             |
| 2021                                | Abu Dabi (EAU)           | Medalla de plata  | 4 × 50 m libre mixto   |
| 2021                                | Abu Dabi (EAU)           | Medalla de bronce | 4 × 50 m libre         |
| 2021                                | Abu Dabi (EAU)           | Medalla de bronce | 4 × 50 m estilos       |
| Campeonato Europeo                  |                          |                   |                        |
| Año                                 | Lugar                    | Medalla           | Prueba                 |
| 2006                                | Budapest (Hungría)       | Medalla de plata  | 4 × 100 m libre        |
| 2008                                | Eindhoven (Países Bajos) | Medalla de oro    | 4 × 100 m libre        |
| 2016                                | Londres (Reino Unido)    | Medalla de oro    | 50 m libre             |
| 2016                                | Londres (Reino Unido)    | Medalla de oro    | 4 × 100 m libre        |
| 2016                                | Londres (Reino Unido)    | Medalla de oro    | 4 × 100 m libre mixto  |
| 2016                                | Londres (Reino Unido)    | Medalla de plata  | 100 m libre            |
| 2018                                | Glasgow (Reino Unido)    | Medalla de plata  | 4 × 100 m libre        |
| 2018                                | Glasgow (Reino Unido)    | Medalla de plata  | 4 × 100 m libre mixto  |
| 2018                                | Glasgow (Reino Unido)    | Medalla de bronce | 50 m libre             |
| 2021                                | Budapest (Hungría)       | Medalla de oro    | 50 m libre             |
| 2021                                | Budapest (Hungría)       | Medalla de oro    | 50 m mariposa          |
| 2021                                | Budapest (Hungría)       | Medalla de plata  | 4 × 100 m libre        |
| 2021                                | Budapest (Hungría)       | Medalla de plata  | 4 × 100 m libre mixto  |
| Campeonato Europeo en Piscina Corta |                          |                   |                        |
| Año                                 | Lugar                    | Medalla           | Prueba                 |
| 2007                                | Debrecen (Hungría)       | Medalla de oro    | 4 × 50 m libre         |
| 2008                                | Rijeka (Croacia)         | Medalla de oro    | 4 × 50 m libre         |
| 2008                                | Rijeka (Croacia)         | Medalla de oro    | 4 × 50 m estilos       |
| 2008                                | Rijeka (Croacia)         | Medalla de bronce | 100 m libre            |
| 2009                                | Estambul (Turquía)       | Medalla de oro    | 4 × 50 m libre         |
| 2009                                | Estambul (Turquía)       | Medalla de oro    | 4 × 50 m estilos       |
| 2009                                | Estambul (Turquía)       | Medalla de plata  | 50 m libre             |
| 2009                                | Estambul (Turquía)       | Medalla de plata  | 100 m libre            |
| 2010                                | Eindhoven (Países Bajos) | Medalla de oro    | 50 m libre             |
| 2010                                | Eindhoven (Países Bajos) | Medalla de oro    | 100 m libre            |
| 2010                                | Eindhoven (Países Bajos) | Medalla de oro    | 4 × 50 m libre         |
| 2010                                | Eindhoven (Países Bajos) | Medalla de oro    | 4 × 50 m estilos       |
| 2013                                | Herning (Dinamarca)      | Medalla de oro    | 50 m libre             |
| 2013                                | Herning (Dinamarca)      | Medalla de oro    | 100 m libre            |
| 2013                                | Herning (Dinamarca)      | Medalla de bronce | 4 × 50 m libre mixto   |
| 2015                                | Netanya (Israel)         | Medalla de oro    | 50 m libre             |
| 2015                                | Netanya (Israel)         | Medalla de oro    | 4 × 50 m estilos       |
| 2015                                | Netanya (Israel)         | Medalla de plata  | 100 m libre            |
| 2015                                | Netanya (Israel)         | Medalla de plata  | 4 × 50 m libre         |
| 2015                                | Netanya (Israel)         | Medalla de bronce | 4 × 50 m libre mixto   |
| 2017                                | Copenhague (Dinamarca)   | Medalla de oro    | 100 m libre            |
| 2017                                | Copenhague (Dinamarca)   | Medalla de oro    | 50 m mariposa          |
| 2017                                | Copenhague (Dinamarca)   | Medalla de oro    | 4 × 50 m libre         |
| 2017                                | Copenhague (Dinamarca)   | Medalla de oro    | 4 × 50 m libre mixto   |
| 2017                                | Copenhague (Dinamarca)   | Medalla de oro    | 4 × 50 m estilos mixto |
| 2017                                | Copenhague (Dinamarca)   | Medalla de plata  | 50 m libre             |